# Chrysomela
Chrysomela é um gênero de artrópode pertencente à família Chrysomelidae.

## Espécies
- Chrysomela anatolica Dahlgren, 1984
- Chrysomela badakhshanica Yablokov-Khnzoryan, 1978
- Chrysomela collaris Linnaeus, 1758
- Chrysomela cuprea Fabricius, 1775
- Chrysomela cyaneoviridis Gruev, 1994
- Chrysomela lapponica Linnaeus, 1758
- Chrysomela populi Linnaeus, 1758
- Chrysomela saliceti Suffrian, 1851
- Chrysomela tremulae Fabricius, 1787
- Chrysomela vigintipunctata Scopoli, 1763